# Прай (Франция)
Прай (фр. Praye) — коммуна во французском департаменте Мёрт и Мозель, региона Лотарингия. Относится к  кантону Везлиз.

## География
Прай расположен в 30 км к югу от Нанси непосредственно у подножия холма Сион. Соседние коммуны: Форсель-Сен-Горгон на севере, Сен-Фирмен и Уссевиль на юго-востоке, Саксон-Сион и Водемон на юго-западе, Шауйе на западе.

## Демография
Население коммуны на 2010 год составляло 268 человек.
| 1962 | 1968 | 1975 | 1982 | 1990 | 1999 | 2010 |
| ---- | ---- | ---- | ---- | ---- | ---- | ---- |
| 267  | 263  | 247  | 265  | 228  | 215  | 268  |